# Microlocha
Microlocha är ett släkte av fjärilar. Microlocha ingår i familjen praktmalar, Oecophoridae.
Kladogram enligt Catalogue of Life:
| Microlocha | \| \| Microlocha entypa \| \| \| \| \| \| Microlocha tetramochla \| \| \| \| |
|            | \| \| Microlocha entypa \| \| \| \| \| \| Microlocha tetramochla \| \| \| \| |
|            | Microlocha entypa                                                            |
|            |                                                                              |
|            | Microlocha tetramochla                                                       |
|            |                                                                              |